# بودواو
بودواو هي مدينة وبلدية جزائرية تقع في ولاية بومرداس, و تبعد عن عاصمة الولاية بحوالي 10 كليومتر.

## الملاعب
يضم إقليم هذه البلدية العديد من ملاعب كرة القدم، منها:
1. ملعب بودواو[الفرنسية] (الإحداثيات: 36°43′34″N 3°24′58″E / 36.7260345°N 3.4161439°E)

## أعلام
- رشيد ميموني
- وليد درارجة
- أسامة درفلو
- أحمد مهساس

## وصلات أخرى

### وصلات داخلية
- دائرة بودواو

## مواضيع ذات صلة
- بلديات ولاية بومرداس
- دوائر ولاية بومرداس